# Condado de Madawaska (Novo Brunswick)
O Condado de Madawaska é um dos quinze condados da província canadense de New Brunswick.